# Glaucopsyche columbia
Glaucopsyche columbia är en fjärilsart som beskrevs av Henry Skinner 1917. Glaucopsyche columbia ingår i släktet Glaucopsyche och familjen juvelvingar. Inga underarter finns listade i Catalogue of Life.